# Santiago Manuin Valera
Santiago Manuin Valera (Condorcanqui, Amazones; 25 de juliol de 1956 - Chiclayo, Regió de Lambayeque; 1 de juliol de 2020) va ser un dirigent indígena i activista pels drets humans de la selva del Perú pertanyent a l'ètnia awajún. Va dedicar la seva vida a la protecció de la naturalesa amazònica i a la promoció del desenvolupament de les comunitats indígenes que habiten en ella.
Va ser president del Comitè de lluita pel Respecte als Pobles Indígenes de la província de Condorcanqui - Amazones i també del Consell Aguaruna Huambisa (CAH), la principal organització de l'Alt Marañón que comprèn el territori comprès pels rius Chiriaco, Cenepa, Marañón, Neva, Domingusa i Santiago. Va ser cap dels Apus de les cinc Conques de Santa María de Nieva i fundador del Centre Social Jesuïta SAIPE.
Durant el seu comandament, els awajún van lluitar contra el Moviment Revolucionari Túpac Amaru (MRTA) en territori indígena, també van aconseguir erradicar tots els cultius de coca i rosella del territori per a evitar les terribles experiències que els ashaninca van tenir amb Sendero Luminoso (PCP-SL).

## Formació
Va estudiar un mestratge de drets humans en la Universitat de Deusto en Espanya secundat per un fons del Govern Basc per a líders indígenes. També va realitzar un curs d'Alts Estudis en Drets Humans a l'Organització de les Nacions Unides a Ginebra.

## Atemptat a la Curva del Diablo - Bagua
Durant la crisi motivada pel desenvolupament de la denominada llei de la selva al Perú — crisi política al Perú de 2009 — en el lloc denominat la Corba del Diable en Bagua. La Policia Nacional del Perú a través de les forces especials (DINOES), va intervenir violentament per a desallotjar als indígenes concentrats en aquest lloc. En l'enfrontament, mentre tractava de frenar la violència, Santiago Manuin va rebre vuit trets de fusell AKM quedant greument ferit. Enfront de la força utilitzada per les forces de l'ordre i la persecució acusada per diversos dirigents indígenes l'Asociación Pro Derechos Humanos (APRODEH) va iniciar la campanya internacional Justícia per a Santiago Manuin. Publicant una carta abierta al president Alan García Pérez en la qual exigia l'inici de recerques per l'atemptat contra la vida de Santiago Manuin Valera i la sanció als responsables materials i intel·lectuals així com també una reparació econòmica, un peritatge mèdic independent i que l'Estat garantís la seva integritat i recuperació total, assumint els costos derivats de l'atenció mèdica pels danys ocasionats. Finalment la carta demandava el cessament de la fustigació judicial contra Santiago Manuin, així com cap a altres dirigents socials. Malgrat el seu delicat estat de salut el Jutge del Primer Jutjat Penal d'Utcubamba, Francisco Miranda Caramutti, va ordenar la cerca, ubicació, captura i conducció — Ofici núm. 0610-09-1 — de Santiago Manuin, acusant-ho de homicidi qualificat.
L'Observatori per a la Protecció dels Defensors de Drets Humans, programa conjunt de l'Organització Mundial Contra la Tortura (OMCT) i de la Federació Internacional de Drets Humans (FIDH), va sol·licitar la intervenció urgent davant aquesta situació al Perú.
En 2014, arran de la falta d'intèrprets indígenes en la Cort Superior de Justícia d'Amazones, Manuin i Wrays Pérez —president del Govern Territorial Autònom de la Nació Wampís— van presentar una demanda. A juny de 2020 la demanda es troba pendent.

## Defunció
El 29 de juny de 2020 va ser ingressat en el Hospital Luis Heysen Incháustegui en Chiclayo a la regió Lambayeque on va donar negatiu en les proves de COVID-19 i després d'empitjorar el seu estat de salut, va ser derivat a l'Hospital de Bagua (Amazones) on va donar positiu en les proves per coronavirus. Va ser de nou traslladat a l'Hospital Luis Heysen Incháustegui en Chiclayo, on va morir l'1 de juliol als seixanta-tres anys.

## Reconeixements
En diferents mitjans de comunicació, al llarg de diversos anys, s'ha esmentat que Santiago Manuin va rebre el Premi Reina Sofia de 1994 — premi de poesia —, aquest any el premi va ser concedit a João Cabral de Melo Neto, poeta brasiler.

### Premis
- 2014, Premi Nacional de Drets Humans Ángel Escobar Jurado, per tota una vida de servei a favor dels pobles amazònics i la protecció de l'Amazònia.[13][16]